# 기도위
기도위(騎都尉)는 전한 이후 중국에 생긴 관직이다.
전한 때는 광록훈(=낭중령)의 부하 직원 중 하나였고, 녹봉은 2천 석이었다. 선제 때부터 우림을 기도위와 중랑장이 관리하게 해 그들을 각기 우림기도위와 우림중랑장이라 하였다. 후한 때도 광록훈에게 딸린 관직이었고 녹봉은 2천 석이었다.
이후에도 존속했지만 진나라(서진, 동진)에서는 봉거도위, 부마도위와 함께 나란히 삼도위로 불려 종실과 외척에게 주어지는 벼슬이 되었다. 당나라 때가 되면 벼슬로서의 실체는 사라졌다.